# Steven Vajda
Steven Vajda (20 août 1901 - 10 décembre 1995) est un mathématicien hongrois-britannique, spécialiste d'optimisation et de recherche opérationnelle,. Il est membre d'un cercle de chercheurs qui comprenait entre autres George Dantzig, Abraham Charnes, William W. Cooper, William Orchard-Hays, Martin Beale (en). Il a travaillé et enseigné comme actuaire et comme mathématicien en recherche opérationnelle de 1925 à 1995.
De 1939 à sa mort en 1995, il vit au Royaume-Uni, où il est scientifique de la défense au Royal Naval Scientific Service et professeur dans les universités de Birmingham et du Sussex. Il est Companion de l'Operational Research Society (en), membre de la Royal Statistical Society, membre de l'Institute of Mathematical Statistics et membre de la Mathematical Association (en).
Il est l'auteur ou le coauteur de plus d'une douzaine de livres sur l'optimisation, la théorie des jeux, la planification de la main-d'œuvre et la statistique, ainsi que de nombreuses publications dans des revues spécialisées et actes de conférences.

## Formation et jeunesse
Steven (à l'origine István) Vajda naît à Budapest en 1901, fils de Josef et Aurelia Wollak. Sa famille s'installe à Vienne en 1903 et c'est là que Vajda grandit et fait ses études. Il étudie les mathématiques et poursuit jusqu'au doctorat, qu'il soutient en 1925 à l'université de Vienne. L'une de ses premiers emplois est en Roumanie, où il devient conseiller actuariel auprès du gouvernement roumain. Il revient finalement à Vienne pour continuer son travail d'actuaire et s'y marie en 1929.
En 1939, Steven Vajda, sa femme Eva et leurs deux enfants, Hedy et Robert, fuient le régime nazi qui s'est emparé de l'Autriche lors de l'Anschluss l'année précédente. Les enfants sont envoyés en Suède et Eva est admise au Royaume-Uni comme domestique. Karl Popper, un ami de Vajda, a déjà quitté l'Autriche et, en tant que résident néo-zélandais et professeur de philosophie au Canterbury University College, il trouve un emploi pour lui et l'aide à réunir les documents de voyage nécessaires. Vajda peut alors entrer en Angleterre car il y est simplement en transit. Le plan était de réunir la famille en Angleterre avant de partir pour la Nouvelle-Zélande mais avant qu'il ne soit mené à bien, la Seconde Guerre mondiale éclate. Les Vajda sont brièvement internés comme « ressortissants ennemis ». Ils sont amenés dans un camp de l'île de Man avec d'autres réfugiés venus de toute l'Europe. Les membres du camp organisent une école pour leurs enfants et, bien sûr, Vajda enseigne les mathématiques. La plupart des internés sont libérés après quelques mois et Steven trouve un emploi comme actuaire.

## Carrière au Royaume-Uni
Pendant ce temps, les mathématiciens sont très recherchés pour intégrer les tout nouveaux groupes militaires de recherche opérationnelle (OR). Hilary Seal, un statisticien membre du groupe OR de la Marine, connaît Vajda à travers ses publications dans le Bulletin des actuaires suisses. Lorsqu'il apprend qu'il est en Angleterre, il le retrouve et lui propose de se joindre à l'effort de guerre. Après de nombreuses manœuvres bureaucratiques, Vajda rejoint le Royal Naval Scientific Service de la Marine britannique. À la fin de la guerre, Seal veille que Vajda soit l'un des premiers « étrangers » à obtenir la citoyenneté britannique. Vajda continue à travailler dans la Marine jusqu'en 1964, où il occupe notamment les postes de directeur adjoint de la recherche opérationnelle et de chef du groupe mathématique. En 1964, il prend sa « retraite » une première fois.
En 1964, Vajda devient professeur de recherche opérationnelle à l'université de Birmingham. Lors de sa deuxième « retraite » en 1967, il continue à Birmingham dans un poste de recherche en statistique mathématique, où il travaille avec Henry Daniels, David Wishart et Vic Barnett. Il y reste jusqu'en 1973, date à laquelle, à la demande du professeur Pat Rivett, il part à nouveau à la « retraite »... et devient professeur invité de mathématiques à l'université du Sussex. Il y reste un membre actif jusqu'à sa mort en 1995 à Brighton, deux ans après la naissance de sa première arrière-petite-fille Alexandra Eva (du nom de sa femme).

## Travaux
- Steven Vajda, Theory of Games and Linear Programming, New York, John Wiley and Sons et Londres, Methuen and Co., 1956, 106 p.[5]
- Steven Vajda, Readings in Linear Programming, New York, John Wiley, 1958, vii + 99 p.[6]
- Steven Vajda, An Introduction to Linear Programming and the Theory of Games, Londres, Methuen et New York, John Wiley, 1960, 76 p.[7]
- Steven Vajda, Mathematical Programming, Addison-Wesley, 1er décembre 1961, 310 p. (lire en ligne)
- Steven Vajda, Mathematics of Experimental Design : Incomplete block designs and Latin squares, Londres, Charles Griffin, coll. « Griffin's Statistical Monographs and Courses » (no 23), 1970, 110 p. (lire en ligne)
- Steven Vajda, Probabilistic Programming, New York et Londres, Academic Press, 2014 (1re éd. 1972), 140 p. (lire en ligne)
- Steven Vajda, Theory of Linear and Nonlinear Programming, Longman, 1974, 118 p. (ISBN 978-0582462311)
- Steven Vajda, Mathematics of Manpower Planning, John Wiley, 1978, 206 p. (ISBN 978-0471996279, lire en ligne)
- Steven Vajda, Fibonacci and Lucas Numbers, and the Golden Section : Theory and Applications, E. Horwood Ltd., Halsted Press, 1989, 189 p. (ISBN 0-7458-0715-1, lire en ligne)[8]
- Walter Ledermann (en), Emlyn Lloyd, Steven Vajda et Carol Alexander, Handbook of Applicable Mathematics: Supplement, John Wiley, 21 juin 1990, 500 p. (ISBN 978-0471918257, lire en ligne)[9]
- Steven Vajda, Mathematical Games and How to Play Them, New York, Ellis Horwood, 1992 (ISBN 978-0130092755, lire en ligne)[10]
- Brian Conolly et Steven Vajda, A Mathematical Kaleidoscope : Applications in Industry, Business and Science, Woodhead Publishing, 1995 (ISBN 978-1-898563-21-1, lire en ligne)